# Réserve naturelle volontaire de Peyssac
La réserve naturelle volontaire de Peyssac (RNR 62) est une ancienne réserve naturelle volontaire française de la région Aquitaine, maintenant Nouvelle-Aquitaine. Elle a été créée en 1985, sur le territoire des communes de Coursac, Montrem et Razac-sur-l'Isle, près du lieu-dit Pleyssac, dans le département de la Dordogne. Elle occupait une superficie de 80 hectares.

## Histoire du site et de la réserve
Le territoire de la réserve naturelle correspond à un domaine de 76 puis 85 hectares appartenant à un instituteur périgourdin et cédé à l'association Espaces pour Demain (EPD),.
En 1985, le propriétaire initie le classement en réserve naturelle volontaire en raison de la biodiversité présente sur le lieu. Des aménagements sont réalisés pour des accueils pédagogiques. Dans les années 2000, l'Espace pour demain est confié à la Ligue urbaine et rurale, nouveau propriétaire, mais qui ne semble pas souhaiter le garder. À la suite de la loi Démocratie de proximité, le classement en RNV a échu le 10 décembre 2009.
Une partie des terrains a dû être vendue dans le cadre de la construction d'une autoroute.
Le site est identifié comme prioritaire dans le cadre de la stratégie nationale pour les aires protégées. Une consultation du public a eu lieu entre le 19 mars et le 19 juin 2024, en vue de son classement comme réserve naturelle régionale.

## Écologie (biodiversité, intérêt écopaysager…)

### Milieu
Une partie du domaine de Peyssac est couverte par des plantations de conifères, forêts et tourbières.

### Flore
Le territoire comprend des châtaigniers, chênes, genévriers, pins, viornes, cornouillers, charmes, orchidées terrestres, etc.,. En 2019, lors d'une étude du Centre départemental d'études du milieu (CDEM), environ 300 espèces de champignons et 70 espèces de mousses y ont été recensées.

### Faune
Oiseaux. Une dizaine d'espèces de chauves-souris y sont présentes, certaines d'entre elles nichant dans des cavités d'arbres, et une vingtaine d'espèces de limaces y ont été recensées.

## Administration, plan de gestion, règlement
L’administration locale et la gestion de la réserve sont assurées par la Ligue Urbaine et Rurale.

### Outils et statut juridique
La réserve naturelle a été créée par un arrêté du 10 décembre 1985.